# Liste der Botschafter der Vereinigten Staaten in Italien

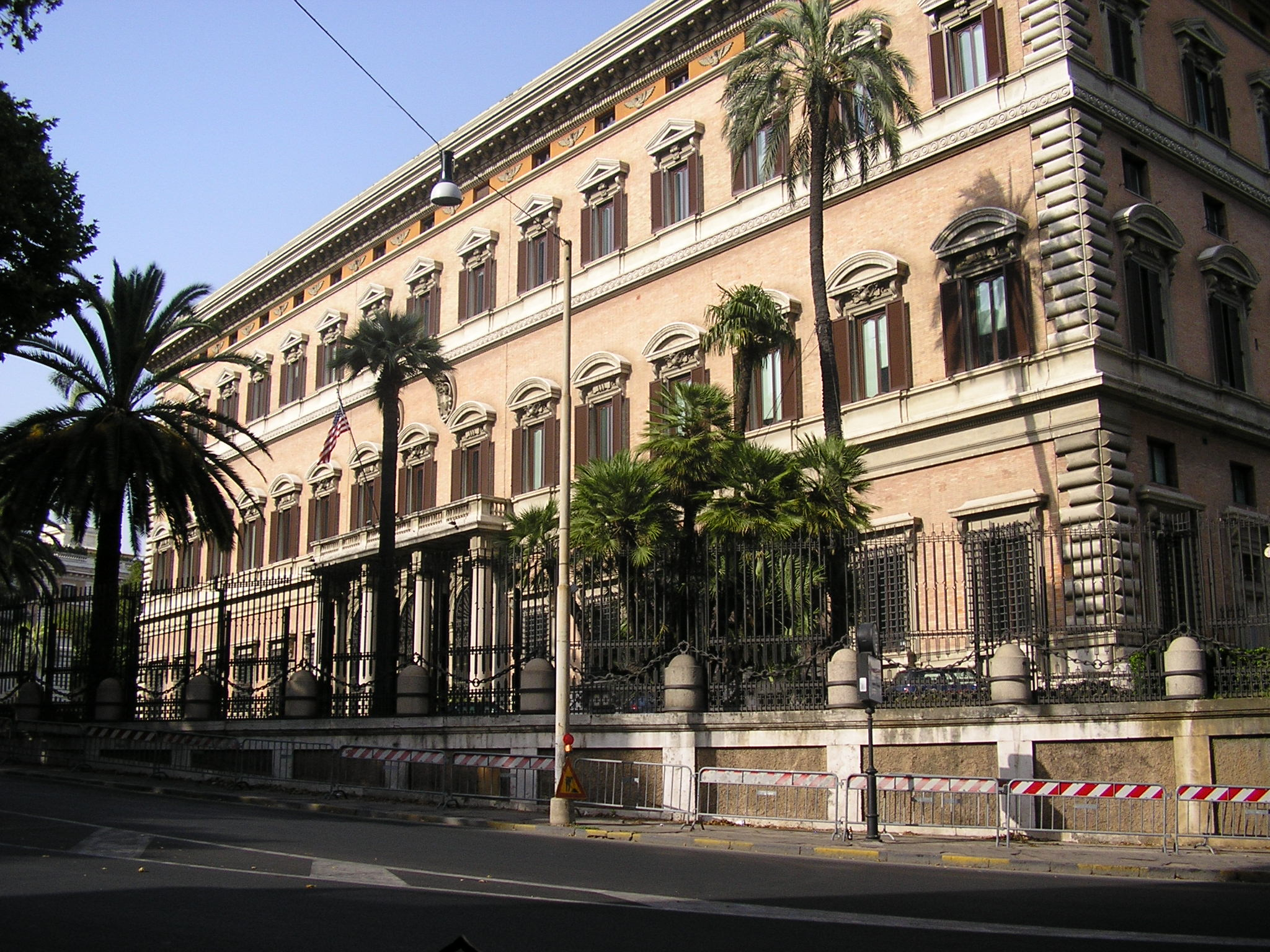
Palazzo Margherita
seit 1931 US-Botschaft in Rom

Liste der Botschafter der Vereinigten Staaten in Italien.
Von 1861 bis 1865 war der Regierungssitz des Königreich Italien Turin, von 1865 bis 1871 Florenz, seit 1871 in Rom.

## Botschafter
| Ernannt       | Name | Bemerkungen | ernannt von           | akkreditiert bei                     | Posten verlassen |
| ------------- | --- | --- | --------------------- | ------------------------------------ | ---------------- |
| 23. Juni 1861 | George Perkins Marsh | Gesandter in Turin | Abraham Lincoln       | Bettino Ricasoli                     | 1865             |
| 1865          | George Perkins Marsh | Gesandter in Florenz | Andrew Johnson        | Alfonso Ferrero La Marmora           | 1871             |
| 1871          | George Perkins Marsh | Gesandter in Rom | Ulysses S. Grant      | Urbano Rattazzi                      | 23. Juli 1882    |
| 21. Nov. 1882 | William Waldorf Astor, 1. Viscount Astor                                                                                   | | James A. Garfield     | Agostino Depretis                    | 1. März 1885     |
| 27. Nov. 1885 | John Stallo | | Grover Cleveland      | Agostino Depretis                    | 6. Juni 1889     |
| 6. Juni 1889  | Albert Porter | | Benjamin Harrison     | Francesco Crispi                     | 9. Juli 1892     |
| 28. Dez. 1892 | William Potter | Gesandter (* 17. April 1852 in Philadelphia/PA; † 1926), Sohn von Adaline Coleman und Thomas Potter. 1857 gründete sein Vater die Thomas Potter Sons & Co., ein Unternehmen zur Herstellung von Wachstuchbekleidung und er war der Präsident der City National Bank of Philadelphia. William Potter besuchte die University of Pennsylvania | Benjamin Harrison     | Giovanni Giolitti                    | 8. März 1894     |
| 11. März 1894 | Wayne MacVeagh | Botschafter | Grover Cleveland      | Francesco Crispi                     | 4. März 1897     |
| 29. Juni 1897 | William F. Draper | | William McKinley      | Antonio Starabba, Marchese di Rudinì | 5. Juni 1900     |
| 4. Feb. 1901  | George von Lengerke Meyer                                                                                                  | | Theodore Roosevelt    | Giuseppe Zanardelli                  | 1. Apr. 1905     |
| 16. Apr. 1905 | Henry White | (* 29. März 1850 in Baltimore/MD) | Theodore Roosevelt    | Tommaso Tittoni                      | 26. Feb. 1907    |
| 17. März 1907 | Lloyd Carpenter Griscom | | Theodore Roosevelt    | Sidney Sonnino                       | 14. Juni 1909    |
| 4. Juli 1909  | John George Alexander Leishman                                                                                             | | William Howard Taft   | Sidney Sonnino                       | 7. Okt. 1911     |
| 13. Nov. 1911 | Thomas J. O’Brien | | William Howard Taft   | Giovanni Giolitti                    | 17. Sep. 1913    |
| 12. Okt. 1913 | Thomas Nelson Page | | Woodrow Wilson        | Giovanni Giolitti                    | 21. Juni 1919    |
| 22. Apr. 1920 | Robert Underwood Johnson                                                                                                   | | Woodrow Wilson        | Francesco Saverio Nitti              | 20. Mai 1921     |
| 28. Juli 1921 | Richard Washburn Child | | Warren G. Harding     | Ivanoe Bonomi                        | 20. Jan. 1924    |
| 2. Apr. 1924  | Henry P. Fletcher | | Calvin Coolidge       | Benito Mussolini                     | 3. Aug. 1929     |
| 20. Nov. 1929 | John W. Garrett | | Herbert Hoover        | Benito Mussolini                     | 22. Mai 1933     |
| 31. Mai 1933  | Breckinridge Long | | Franklin D. Roosevelt | Benito Mussolini                     | 23. Apr. 1936    |
| 4. Nov. 1936  | William Phillips | | Franklin D. Roosevelt | Benito Mussolini                     | 6. Okt. 1941     |
| 6. Okt. 1941  | George Wadsworth | Geschäftsträger | Franklin D. Roosevelt | Benito Mussolini                     | 11. Dez. 1941    |
| 11. Dez. 1941 | Am Nachmittag des 11. Dezember erklärte Benito Mussolini vom Balkon des Palazzo Venezia den Vereinigten Staaten den Krieg. | Jeder Botschaftsangestellte erhielt eine in Zivil gekleidete Begleitung, Schutzmacht wurde die Schweiz. Die Botschaftsangestellten kehrten auf der SS Drottningholm (Swedish America Line) in die Vereinigten Staaten zurück. | Franklin D. Roosevelt | Benito Mussolini                     | 8. Jan. 1945     |
| 8. Jan. 1945  | Alexander Comstock Kirk | | Harry S. Truman       | Ferruccio Parri                      | 5. März 1946     |
| 6. Feb. 1947  | James Clement Dunn | | Harry S. Truman       | Ferruccio Parri                      | 17. März 1952    |
| 7. Mai 1952   | Ellsworth Bunker | | Harry S. Truman       | Ferruccio Parri                      | 3. Apr. 1953     |
| 4. Mai 1953   | Clare Boothe Luce | | Dwight D. Eisenhower  | Giuseppe Pella                       | 27. Dez. 1956    |
| 6. Feb. 1957  | James David Zellerbach | | Dwight D. Eisenhower  | Adone Zoli                           | 10. Dez. 1960    |
| 17. Mai 1961  | Frederick Reinhardt | | John F. Kennedy       | Fernando Tambroni                    | 3. März 1968     |
| 3. Apr. 1968  | Gardner Ackley | | Lyndon B. Johnson     | Giovanni Leone                       | 27. Aug. 1969    |
| 30. Okt. 1969 | Graham Martin | | Richard Nixon         | Giovanni Leone                       | 10. Feb. 1973    |
| 6. März 1973  | John Volpe | | Richard Nixon         | Mariano Rumor                        | 24. Jan. 1977    |
| 21. März 1977 | Richard N. Gardner | | Jimmy Carter          | Giulio Andreotti                     | 27. Feb. 1981    |
| 1. Juli 1981  | Maxwell M. Rabb | | Ronald Reagan         | Giovanni Spadolini                   | 3. Juni 1989     |
| 3. Juli 1989  | Peter F. Secchia | | George H. W. Bush     | Giulio Andreotti                     | 20. Jan. 1993    |
| 14. Okt. 1993 | Reginald Bartholomew | | Bill Clinton          | Carlo Azeglio Ciampi                 | 28. Sep. 1997    |
| 11. Dez. 1997 | Thomas M. Foglietta | | Bill Clinton          | Romano Prodi                         | 1. März 2001     |
| 10. Dez. 2001 | Mel Sembler | | George W. Bush        | Silvio Berlusconi                    | 26. Juli 2005    |
| 12. Aug. 2005 | Ronald P. Spogli | | George W. Bush        | Silvio Berlusconi                    | 6. Feb. 2009     |
| 17. Aug. 2009 | David Thorne | | Barack Obama          | Silvio Berlusconi                    | 13. Sep. 2013    |
| 13. Sep. 2013 | John R. Philipps | | Barack Obama          | Enrico Letta                         | 18. Jan. 2017    |
| 18. Jan. 2017 | Kelly C. Degnan | Chargé d’affaires | Donald Trump          | Paolo Gentiloni                      | 3. Okt. 2017     |
| 4. Okt. 2017  | Lewis Eisenberg | | Donald Trump          | Paolo Gentiloni                      | 4. Jan. 2021     |
| 4. Jan. 2021  | Thomas D. Smitham | Chargé d’affaires | Donald Trump          | Mario Draghi                         |                  |

## Gesandte in italienischen Staaten (vor 1861)

### Gesandte in Neapel
Von 1831 bis 1860 gab es eine US-Gesandtschaft im Königreich beider Sizilien am Hof in Neapel.
| Ernannt       | Name                   | Bemerkungen                                                                                   | ernannt von         | akkreditiert bei | Posten verlassen |
| ------------- | ---------------------- | --------------------------------------------------------------------------------------------- | ------------------- | ---------------- | ---------------- |
| 24. Okt. 1831 | John Nelson            | Geschäftsträger                                                                               | Andrew Jackson      | Ferdinand II.    | 15. Okt. 1832    |
| 28. Sep. 1838 | Enos T. Throop         | Geschäftsträger                                                                               | Martin Van Buren    | Ferdinand II.    | 29. Dez. 1841    |
| 29. Dez. 1841 | William Boulware       | Geschäftsträger (* Newton), war in den frühen 1840er Jahren in Syrien, Palästina und Ägypten. | William H. Harrison | Ferdinand II.    | 24. Juni 1845    |
| 24. Juli 1845 | William Hawkins Polk   | Geschäftsträger                                                                               | James K. Polk       | Ferdinand II.    | 11. Mai 1847     |
| 27. Juni 1848 | John Rowan             | Geschäftsträger                                                                               | James K. Polk       | Ferdinand II.    | 9. Nov. 1849     |
| 4. Apr. 1850  | Edward Joy Morris      | Geschäftsträger                                                                               | Millard Fillmore    | Ferdinand II.    | 25. Aug. 1853    |
| 22. Okt. 1853 | Robert Dale Owen       | Minister Resident                                                                             | Franklin Pierce     | Ferdinand II.    | 20. Sep. 1858    |
| 20. Sep. 1858 | Joseph Ripley Chandler | Minister Resident                                                                             | James Buchanan      | Ferdinand II.    | 6. Nov. 1860     |

### Gesandte in Sardinien-Piemont
Von 1840 bis 1861 gab es eine US-Gesandtschaft im Königreich Sardinien am Hof von Turin.
| Ernannt       | Name                  | Bemerkungen | ernannt von      | akkreditiert bei   | Posten verlassen |
| ------------- | --------------------- | --- | ---------------- | ------------------ | ---------------- |
| 15. Sep. 1840 | Hezekiah Gold Rogers  | Geschäftsträger (* 22. Februar 1811 in Madison; † 1882), ältester Sohn von Sally Maria Gold und Edward Rogers, M. C. (Williams College, 1809), grad. Yale Coll. 1840–1842 und 1851 Geschäftsträger beim Königreich Sardinien. | Martin Van Buren | Karl Albert        | 22. Nov. 1841    |
| 1. Dez. 1841  | Ambrose Baber         | Geschäftsträger | John Tyler       | Karl Albert        | 10. Jan. 1844    |
| 10. Jan. 1844 | Robert Wickliffe Jr.  | Geschäftsträger (*30. März 1789 in Virginia; † 5. April 1855) | John Tyler       | Karl Albert        | 1847             |
| 28. Apr. 1848 | Nathaniel Niles       | Geschäftsträger (1791–1869), studierte 1816 Medizin an der University of Harvard, war einige Jahre in Boston als Arzt tätig, anschließend studierte er in Frankreich Medizin. In Paris heiratete er die Witwe von Mario Joseph Sue, einem Arzt von Ludwig XVIII. Nach dem Rücktritt von James Brown als Gesandter fungierte er 1830 als Geschäftsträger in Paris. 1848 bis 1850 propagierte er den Bau eines Panamakanales unter internationaler Kontrolle und den Austausch von preiswerten Ausgaben von Literatur um das Verständnis der Kulturen zu fördern. Sein schriftlicher Nachlass befindet sich in der Library of Congress. | James K. Polk    | Karl Albert        | 20. Aug. 1850    |
| 21. Aug. 1850 | William Burnet Kinney | Geschäftsträger | Millard Fillmore | Viktor Emanuel II. | 8. Okt. 1853     |
| 10. Okt. 1853 | John Moncure Daniel   | Geschäftsträger Im Februar, 1854 bezeichnete er in einem Leserbrief an eine Zeitung in Richmond den Hof in Turin als etwas besser als eine Ansammlung von Lazzaronis. | Franklin Pierce  | Viktor Emanuel II. | 3. Sep. 1854     |
| 4. Sep. 1854  | John Moncure Daniel   | Gesandter | Franklin Pierce  | Viktor Emanuel II. | 10. Jan. 1861    |
| 23. Juni 1861 | George Perkins Marsh  | Gesandter in Turin, ab 1861 Gesandter im Königreich Italien (siehe oben) | Abraham Lincoln  | Bettino Ricasoli   | 1865             |